# Alyssa A. Goodman
Alyssa A. Goodman (née le 1er juillet 1962 à New York) est une astronome américaine.